# Cornelis Eliza Bertus Bremekamp
Cornelis Eliza Bertus Bremekamp (7 februari 1888 (Dordrecht) – 21 december 1984) was een Nederlandse botanicus .
Hij studeerde aan de Universiteit Utrecht en was botanisch onderzoeker in Indonesië en Zuid-Afrika . In Zuid-Afrika werkte hij samen met de Duitse botanicus H.G.W.J. Schweickerdt.
Van 1924 tot 1931 was hij hoogleraar aan de Transvaal University in Pretoria, waar hij het geslacht Pavetta bestudeerde. Gedurende deze periode verzamelde hij planten uit het noorden van Transvaal, Rhodesië en Mozambique . Een deel van zijn carrière bracht hij door in het herbarium in Utrecht, waar hij zich specialiseerde in onderzoek van Rubiaceae en Acanthaceae . 
Het geslacht  Bremekampia en de soort Toddaliopsis bremekampii zijn naar hem vernoemd. 

## Publicaties
- "Een herziening van de Zuid-Afrikaanse soort Pavetta", 1929
- Sciaphyllum, genus novum Acanthacearum, 1940
- "Materialen voor een monografie van de Strobilanthinae (Acanthaceae)", 1944
- "Aantekeningen over de Acanthaceae van Java", 1948
- "Een voorlopig overzicht van de Ruelliinae (Acanthaceae) van de Maleisische archipel en Nieuw-Guinea", 1948
- "De Afrikaanse soort Oldenlandia L Sensu Hiern et K. Schumann", 1952
- "Een herziening van de Maleisische Nelsonieae (Scrophulariaceae)", 1955
- "De Thunbergia-soort van het Maleise gebied", 1955.[2]